# Kanafostî, Sambir
Kanafostî (în ucraineană Канафости) este un sat în comuna Voșceanți din raionul Sambir, regiunea Liov, Ucraina.

## Demografie
Componența lingvistică a localității Kanafostî
     Ucraineană (100%)
Conform recensământului din 2001, toată populația localității Kanafostî era vorbitoare de ucraineană (100%).